# Kainan Maru Seamounts
Koordinaten: 65° 14′ S, 34° 26′ O
Die Kainan Maru Seamounts sind Tiefseeberge in der Kosmonautensee vor der Prinz-Harald-Küste des ostantarktischen Königin-Maud-Lands. Sie liegen nordöstlich des Gunnerus Ridge in einer Meerestiefe von 2224 m.
Benannt sind sie nach dem Forschungsschiff Kainan Maru bei der ersten japanischen Antarktisexpedition (1910–1912) unter der Leitung  von Nobu Shirase.